# Diospyros sulcata
Diospyros sulcata är en tvåhjärtbladig växtart som beskrevs av Thomas Fulton Bourdillon. Diospyros sulcata ingår i släktet Diospyros och familjen Ebenaceae. Inga underarter finns listade i Catalogue of Life.